# Emma Tahmizian
Emma Tahmizian (auch Emma Tachmizjan, * 13. Dezember 1957 in Plowdiw) ist eine bulgarisch-amerikanische Pianistin.

## Leben
Sie wuchs als jüngste Tochter in einer armenischen Familie auf. Ihre Vorfahren waren während des Ersten Weltkrieges nach Bulgarien geflohen und hatten sich in Plowdiw niedergelassen. Ihren ersten Klavierunterricht bekam sie an der dortigen Spezialschule für Musik bei Penka Petkova. Mit 8 Jahren gewann sie bereits den ersten Preis beim Nationalen Festival für Instrumentalisten von Bulgarien und vertrat als Elfjährige ihr Land bei einem Festival für zeitgenössische Musik in Moskau. 1975 begann sie ein Klavierstudium am Staatlichen Konservatorium in Sofia bei Julia Ganev und Konstantin Ganev. Parallel dazu nahm sie erfolgreich an Meisterkursen und internationalen Klavierwettbewerben teil.
Eine ausgedehnte Konzerttätigkeit u. a. mit dem Rundfunk-Sinfonieorchester Berlin, den Moskauer Philharmonikern und den Leningrader Philharmonikern führte sie in viele Länder Europas, Asiens und Amerikas.
1985 siedelte sie nach Teilnahme am Internationalen Van-Cliburn-Klavierwettbewerb in die USA über und setzte ihre Studien an der Juilliard School in New York bei Adele Marcus fort.
Neben zahlreichen Konzerten, solistisch, mit Orchester und in verschiedenen Kammermusikensembles, unterrichtete sie an der Lawrence University, Wisconsin und auf Meisterkursen wie dem „Bowdoin Summer Festival“.
Der New Yorker Komponist Sebastian Currier widmete ihr mehrere Werke, darunter sein erstes Klavierkonzert, das sie im April 2007 zur Uraufführung brachte.

## Aufnahmen
- Klaviersonaten op. 31 Nr. 3 und op. 111 von Ludwig van Beethoven, Balkanton Records, Sofia 1984
- Theo’s Sketchbook von Sebastian Currier, New World Records 1992
- Sonata op. 94 für Flöte und Klavier u. a. von Sergej Prokofjew, mit Laura Gilbert, Koch International, München 1993
- French Cello Sonatas, Léon Boëllmann: Menuet for cello and piano op. 31, mit Simca Heled (Cello), Classico CD 173, New York 1997
- American Flute Vol. 1, mit Werken von George Antheil, Samuel Barber u. a., mit Zizi Mueller, New York 1998
- Heavy Light, Werke von Steven Mackey, mit Zizi Mueller, Michael Finckel, Daniel Druckman, Shem Guibbory, Michael Löwenstern, New World Records, New York 2004

## Auszeichnungen
- 1965 1. Preis beim 4. Nationalen Festival für Sänger und Instrumentalisten Bulgariens in Sofia
- 1974 3. Preis beim 11. Internationalen Smetana-Klavierwettbewerb Prag, Tschechien
- 1976 Auszeichnung beim 5. Internationalen Johann-Sebastian-Bach-Wettbewerb Leipzig
- 1977 1. Preis beim 7. Internationalen Robert-Schumann-Wettbewerb Zwickau
- 1980 4. Preis beim 14. Internationalen Klavierwettbewerb Montreal, Kanada
- 1982 7. Preis und Auszeichnung beim Internationalen Tschaikowsky-Wettbewerb Moskau, UdSSR
- 1984 6. Preis beim International Pianoforte Competition Leeds, Großbritannien
- 1985 4. Preis beim Van Cliburn International Piano Competition Fort Worth, Texas, USA